# Capim-gordura
Capim-gordura (Melinis minutiflora) é uma espécie de planta com flor pertencente à família Poaceae. 
A autoridade científica da espécie é P.Beauv., tendo sido publicada em Essai d'une Nouvelle Agrostographie 54, pl. 11, f. 4. 1812.
É uma gramínea nativa da África, popularmente conhecida no Brasil como capim-gordura. Foi introduzida no Brasil para ser utilizada como forrageira e formar pastagens por ser uma planta rústica e de rápido crescimento. No entanto naturalizou-se e transformou-se em invasora de diversos ecossistemas, como o cerrado.

## Portugal
Trata-se de uma espécie presente no território português, nomeadamente no Arquipélago da Madeira.
Em termos de naturalidade é introduzida na região atrás indicada.

## Protecção
Não se encontra protegida por legislação portuguesa ou da Comunidade Europeia.